# روز سال نو

روز سال نو (به انگلیسی: New Year's Day) یک جشن سالانه است که مصادف است با تاریخ ۱ ژانویه، اولین روز سال در تقویم میلادی.
از رسوم روز سال نو می‌توان به تصمیم‌گیری‌های سال نو (en) و شرکت در مراسم مذهبی در کلیساها و همچنین برقراری تماس با دوستان و خانواده و آرزوی سالی خوب و به‌همراه سلامتی اشاره کرد.

## شب سال نو
در برخی کشورها در شب سال نو، درست قبل از فرارسیدن نیمه‌شب، زنگ‌های کلیسا برای چند دقیقه به صدا درمی‌آیند تا از سال گذشته خداحافظی کنند.

## در دیگر کشورها
در حال حاضر با توجه به این‌که اکثر کشورها از تقویم میلادی استفاده می‌کنند، روز سال نو در بسیاری از کشورهای جهان گرامی داشته می‌شود. لحظهٔ تحویل سال نو میلادی اغلب با شروع آتش‌بازی در نیمهٔ‌شب در هر منطقهٔ زمانی، همراه می‌شود.
از سال ۱۸۳۷ میلادی، روز ۱ ژانویه برابر است با سال نوی ژاپنی و به‌طور رسمی به عنوان آغاز سال نوی ژاپنی جشن گرفته می‌شود.